# Tête nucléaire océanique
Tête nucléaire océanique (TNO ou ogiva nuclear oceânica) é uma ogiva nuclear francesa, destinada a ser usada nos mísseis M51 SLBM, que está sendo desenvolvida e produzida pela Divisão de Aplicações Militares (DAM) na Commissariat à l'énergie atomique et aux énergies alternatives francesa (português: Comissão de energia atômica e energias alternativas). Serão portadas pelos mísseis presentes no submarinos de Classe Triomphant. A TNO substituiu a ogiva TN 75. O seu comissionamento ocorreu em 2016, com os submarinos franceses Le Terrible ou Le Vigilant.

## Rendimento
O rendimento da TNO é esperado para ser superior ou igual a da ogiva TN 75, de 150 quilotons de TNT. A carga da ogiva é chamada de "robust":  Menos optimizada que a TN 75 mas com uma maior confiabilidade e vida útil. O desenvolvimento da tecnologia na ogiva tem se beneficiado de uma série de testes nucleares conduzidos pela França na Polinésia Francesa de 1995 a 1996. O design da ogiva e funcionalidade ultimamente foi validado através de simulações, particularmente o supercomputador da DAM, Tera 100, Laser Megajoule e equipamento radiográfico. A produção da TNO é estimada para estar completa, entretanto ainda não entrou no estoque operacional francês.

## Veículo de reentrada
O veículo de reentrada do TNO é composto por um envelope exterior em formato de cone com alta capacidade de proteção térmica. Ele foi optimizado para ser utilizado nos mísseis M51 e possui alta precisão em trajetórias de reentrada de longo alcance. Ele também possui avançada furtividade.